# Ballychatrigan

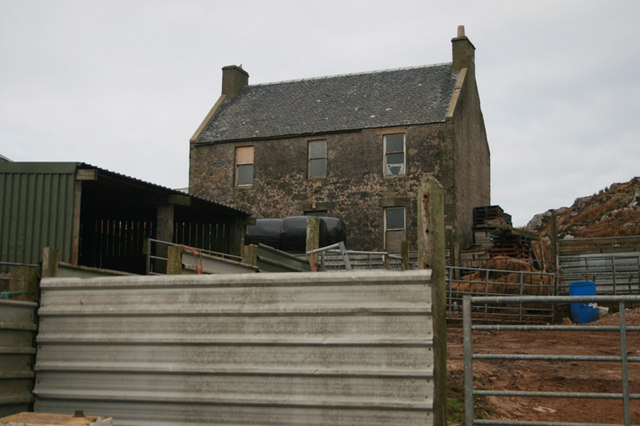
Aufgegebener Bauernhof in Ballychatrigan

Ballychatrigan ist eine aufgegebene Ortschaft auf der schottischen Hebrideninsel Islay. Ballychatrigan befand sich etwa 500 m von der Südostküste der Halbinsel Oa etwa zwei Kilometer südöstlich von Coillabus und drei Kilometer westlich von Kinnabus. Über das Siedlungsgebiet verläuft ein Bach, der wenige hundert Meter nordwestlich nahe dem See Loch Ard Achadh entspringt. Die Ortschaft war an das Wegenetz angeschlossen, das die Siedlungen der Oa miteinander verband. Die Straße führte in nordwestlicher Richtung und erreichte als nächste Siedlung Cragabus. In südlicher Richtung führte sie bis in das heute ebenfalls aufgegebene Stremnishmore, wo sie endete.
Im Jahre 1861 wurden in Ballychatrigan noch 138 Personen gezählt, die sich auf 21 Familien aufteilten. Hiervon waren 78 weiblichen und 60 männlichen Geschlechts. 1882 wurden 19 Gebäude in Ballychatrigan gezählt, von denen die meisten zwischenzeitlich verfielen. Auf der erst in jüngerer Zeit aufgegebenen Ballychatrigan Farm befinden sich die einzigen noch intakten Gebäude der Ortschaft.